# Alexander Bruckner
Alexander Bruckner (* 4. November 1981 in Wien, Österreich) ist ein österreichischer Regisseur, Filmproduzent und Kameramann.

## Leben
Nach Abschluss der Matura in 2001 studierte Bruckner zuerst Handelswissenschaften und anschließend Psychologie an der Wirtschaftsuniversität Wien.
2004 drehte Bruckner seinen ersten Film, einen Western, in Niederösterreich. 2007 graduierte er von einem einjährigen Regieprogramm an der New York Film Academy in Los Angeles. Danach arbeitet er bis 2010 freiberuflich als Kameramann, Regieassistent und Produzent in den Vereinigten Staaten. In dieser Zeit produzierte er den Spielfilm Addicts (2009) unter der Regie von Ali Reza Askari und konnte für dieses Projekt den Schauspieler Michael K. Williams gewinnen.
2010 kehrte Bruckner nach Österreich zurück und absolvierte ein Masterstudium in TV&Film-Produktion an der Donau-Universität Krems. Im selben Jahr gewann er mit Udet – Die vergessenen Briefe, einem Kurzfilm über Betrug und Ehre während des Zweiten Weltkriegs, den Kino5 Publikumspreis in Wien. Im Jahr darauf war der Film im Short Film Corner der Filmfestspiele in Cannes zu sehen. Bruckner ist seit 2010 Mitglied des österreichischen Regieverbands Austrian Director Association.
2014 gründete Bruckner in Wien die Filmproduktionsfirma Live Free, Live Film Productions
2018 produzierte Bruckner den Kurzfilm Damnation.
Seit 2017 lebt und arbeitet Bruckner wieder in Los Angeles. Im Herbst 2019 realisierte er dort den Kurzfilm The Passenger, der auf der Kurzgeschichte Der Rastplatz von Stephen King basiert. Die Adaption zum Drehbuch schrieb der Oscar nominierte Drehbuch Autor Tab Murphy, die Film Musik komponierte der zweifache Emmy Gewinner Lars Deutsch und der Titelsong stammt von Paris Jackson´s Band The Soundflowers. Der Film wurde auf über 144 Festivals gezeigt und gewann mehr als 62 Preise in verschiedenen Kategorien
Seit 2020 findet jährlich das von Bruckner gegründete Kurzfilm-Festival Vienna International Film Awards statt. Zu den Juroren zählen unter anderem die österreichische Fernsehdarstellerin Silvia Schneider, die österreichische Sängerin Laura Bilgeri, die österreichische Schauspielerin Valerie Huber, der Oscar nominierte Drehbuchautor Tab Murphy und die US-amerikanische Schauspieler James Duval, Lou Ferrigno Jr. und Edward Furlong.
Seit 2021 ist Bruckner Vorstandsmitglied des österreichischen Regieverbands (Austrian Directors Association).

## Filmografie (Auswahl)

### Spielfilme
- 2009: Addicts (Produzent)

### Kurzfilme
- 2006: Billy the Gun (Regisseur, Produzent)
- 2007: Kidman and Manson (Regisseur, Produzent)
- 2010: Udet – Die Vergessenen Briefe (Regisseur, Produzent)
- 2013: Onatah (Regisseur, Produzent) Red Nation Film Festival Los Angeles, International Student Film Festival Hollywood 2013
- 2016: Wonderland (Produzent)
- 2018: Happy Anniversary (Regisseur)
- 2018: A Handful of Death in the West (Regisseur, Produzent)
- 2018: Damnation (Produzent)
- 2020: The Passenger (Regisseur, Produzent)
- 2023: One Hell of a World Cup (Regisseur, Produzent)

## Publikation
- Von der Idee zum Digital Cinema Package: Filmprojektentwicklung anhand der Case Study „Onatah“. Saarbrücken 2015. ISBN 978-3-639-87354-2.